# هندریک ایسمبورس
هندریک ایسمبورس (هلندی: Hendrik Isemborghs; ۳۰ ژانویهٔ ۱۹۱۴ – ۹ مارس ۱۹۷۳) بازیکن فوتبال اهل بلژیک بود.
وی همچنین ۱۶ بازی در تیم ملی فوتبال بلژیک بازی کرده‌است
و موفق به ثبت ۸ گل ملی شده است.